# Средства массовой информации в Ишимбае
Средства массовой информации в Ишимбае представлены прессой, телевидением и радиовещанием.

## Пресса
Первое издание на Ишимбаевском нефтепромысле датируется 26 июня 1931 года. Тогда вышел первый из четырёх номеров газеты «Даёшь нефть!», совместная работа стерлитамакской газеты «За пятилетку» и выездной редакцией пермской газеты «Уральская вышка».
В настоящее время издаётся несколько газет (не считая рекламных):
- «Восход» — основана 6 июня 1932 года под названием «Башкирская вышка», в 1948 году — «Ишимбайский нефтяник», в 1963—1964 не выпускалась (выходила совместная с г. Салаватом газета «Ленинский путь»), с 1965 года — современное название. Учредитель — Министерство связи и массовых коммуникаций Республики Башкортостан. Распространяется в городе Ишимбае и Ишимбайском районе преимущественно по подписке[2]. Редактор — Умитбаев, Анвар Флюрович.
- «Подметки+» — основана 7 мая 1999 года сотрудниками «Восхода»: И. А. Ямаловым, И. М. Гильмановым и А. Ф. Умитбаевым[3]. Оно было названо в честь одноимённой «восходовской» рубрики[3], отличием от которой стал знак плюса. Название «Подметки» произошло от глагола «подметить», к существительному «подмётка» не имеет никакого отношения[3]. Учредитель — ООО «РИК „Аспект“». Редактор — Ямалова, Гузель Римовна[4].
- «Здравствуйте, соседи!» — основана в мае 2007 года[5]. Учредитель — МУП «Ишимбайская Дирекция единого заказчика» РБ. Редактор — Кагиров, Рамиль Ягафарович[6][7]. Газета является победителем в номинации «Печатные издания» Башкирии по итогам 2011 года»[8].
- «Ишимбайская пятница» — основана в 2002 году. Учредитель — Живитченко, Фания Хурматовна[9]. До апреля 2010 года печаталась, ныне только в электронном формате.
- «Торатау» — основана в 1965 году как версия газеты «Восход» на башкирском языке, с 2000 года — самостоятельное издание. Распространяется только по подписке[10].

В Ишимбае существовали и другие газеты, которые на данный момент не издаются:
- «Даёшь нефть!» — основана 26 июня 1931 года. Журналисты: выездная редакция пермской газеты «Уральская вышка» совместно со стерлитамакской газетой «За пятилетку». Было выпущено четыре номера газеты.
- «Ишимбайская вышка» — основана 3 декабря 1931 года.
- «Боевой листок» — основана в 1942 году, выездная редакция газеты Башкирская вышка на нефтепромысле № 3 НПУ «Ишимбайнефть».
- «Больше нефти фронту!» — основана в 1942 году, издание газеты «Башкирская вышка».
- «Лес фронту» — основана в 1943 году. Учредитель — орган Башобкома профсоюза рабочих леса и сплава и сплавочного треста «Башлесосплав».
- «За доблестный труд» — основана в 1949 году, орган парткома, завкома и дирекции Ишимбайского нефтеперерабатывающего завода.
- «Новатор» — основана в 1983 году, Учредитель — орган парткома, профкома, комитета ВЛКСМ и дирекции Ишимбайской трикотажной фабрики.
- «Голос» — основана в 1990 году — молодёжная газета г. Ишимбая. Учредитель — городской молодёжный центр «Пульс». Редактор — Ильгиз Гильманов.
- «Мархамат» — основана в 1992 году — воскресная газета г. Ишимбая. Учредитель — фирма «Мархамат». Редактор — Сергей Ермолюк. Выпускалась до середины 1994 года.
- «Первый блин» — основана в 1994 году. Учредитель — комитет по делам молодёжи г. Ишимбая.
- «Южный ветер» — основана в 1995 году — молодёжная газета г. Ишимбая. Учредитель и редактор — Кагиров, Рамиль Ягафарович.
- «Ишимбайский проспект». Учредитель — Умитбаев, Анвар Флюрович.
- «ГородОК» — основана в 2008 году. Учредитель — РИК «Креатив». Редактор — Егорова, Елена Викторовна.

## Телеканалы
В городе Ишимбае можно принимать российские телевизионные каналы, республиканские местные каналы, все российские и международные каналы спутникового и кабельного телевидения. Помимо общероссийских в городе работает местный телеканал «ТНТ-Навигатор».
Первое телевидение в Ишимбае появилось в начале 1990 года, которое являлось совместным кабельным ТВ ГМЦ «Пульс» (директор Р. Кагиров) и МЖК «ИЗТМ» (председатель совета МЖК Н. Искандаров). Кабелем были обвязаны дома МЖК и близлежащие пятиэтажки, находящиеся на улицах Зелёной и Губкина. Спустя около месяца в исполкоме Ишимбайского горсовета зарегистрированы кабельные каналы «Орион-ТВ» (созданный на базе Дворца культуры нефтяников имени С. М. Кирова и переросший в 1992 году в эфирное, директор Александр Емельянов) и кабельное ТВ Ишимбайского завода по ремонту радиотелеаппаратуры (обслуживал микрорайон «Южный» в районе улицы Стахановской, директор завода — В. Перонко).
В феврале 1994 года мастером спорта международного класса по радиоспорту, экс-чемпионом мира Юрием Викторовичем Фогелем создана городская телекомпания «Ишимбай-ТВ», которая стала вещать телеканал «ИТВ-6». После смерти спортсмена, телеканал перешёл по наследству дочери Ирине (упразднён в начале 2004 года).
Через несколько лет телеканал завода по ремонту радиотелеаппаратуры исчез, а «Орион-ТВ» просуществовал до объединения администраций города Ишимбая и Ишимбайского района, после чего был упразднён в связи с выбором созданной администрации города Ишимбая и Ишимбайского района, сделанным в пользу создаваемого в телеканала «АРИС». Подаренный городу директором «Орион-ТВ» Р. Кагировым телевизионный передатчик стоимостью 3800 долларов был безвозмездно передан телеканалу «АРИС», который ныне передаёт вырученные средства от рекламы в частные руки владельцам данного телеканала, находящихся в городе Уфе.
В настоящее время существует местный телеканал «ТНТ-Навигатор», осуществляющий своё вещание на частоте телеканала ТНТ, который предоставляет ООО «ИТРВ-АРИС» (учредители — Комитет по управлению собственностью Министерства земельных и имущественных отношений по г. Ишимбаю и Ишимбайскому району и ООО «ГС-медиа АРИС» (г. Уфа)).
| Эфирные телеканалы Ишимбая | Эфирные телеканалы Ишимбая     | Эфирные телеканалы Ишимбая | Эфирные телеканалы Ишимбая | Эфирные телеканалы Ишимбая                                         |
| ТВ Канал                   | Телекомпания                   | Р кВт                      | Телецентр                  | Вещающая компания                                                  |
| -------------------------- | ------------------------------ | -------------------------- | -------------------------- | ------------------------------------------------------------------ |
| 4                          | Первый канал                   | 5                          | Салават                    | ОАО «Первый канал»                                                 |
| 6                          | Домашний                       | 0,1                        | Наумовка                   | ООО «Стерлитамакское телевидение»                                  |
| 8                          | Пятый канал / Галстрир         | 0,1                        | Салават                    |                                                                    |
| 11                         | Россия 1 / ГТРК «Башкортостан» | 5                          | Салават                    | ГТРК «Башкортостан» — филиал ФГУП «ВГТРК»                          |
| 22                         | Россия К / EuroNews            | 4                          | Салават                    | ГТРК «Башкортостан» — филиал ФГУП «ВГТРК»                          |
| 27                         | НТВ                            | 1                          | Наумовка                   | ОАО «Телекомпания „НТВ“»                                           |
| 29                         | БСТ                            | 5                          | Салават                    | ООО «Телекомпания „Урал-СТР“»                                      |
| 39                         | ПЛАН                           | 5                          |                            |                                                                    |
| 41                         | СТС                            | 1                          | Наумовка                   | ООО «Стерлитамакское телевидение»                                  |
| 43                         | ТНТ / ТНТ-Навигатор            | 1                          | РТПС                       | ООО «Ишимбайское предприятие телерадиовещания и связи „ИТРВ-АРИС“» |
| 47                         | ТВ Центр                       | 1                          | РТПС                       | ООО «Ишимбайское предприятие телерадиовещания и связи „ИТРВ-АРИС“» |
| 49                         | Домашний                       | 0,1                        | Салават                    | ЗАО «СТС-Регион»                                                   |
| ?                          | Звезда                         | ?                          | Салават                    | ФГУП ЕТРС ВС РФ                                                    |
| ?                          | Карусель                       | ?                          | Салават                    | ФГУП «ВГТРК» и ОАО «Первый канал»                                  |
| ?                          | РЕН ТВ                         | ?                          | Салават                    | Национальная Медиа Группа                                          |
| ?                          | Россия 2                       | ?                          | Салават                    | ФГУП «ВГТРК»                                                       |
| ?                          | Россия 24                      | ?                          | Салават                    | ФГУП «ВГТРК»                                                       |
| ?                          | UTV                            | ?                          | Салават                    | ОАО «Уфанет»                                                       |
|                            | Цифровое вещание               |                            |                            |                                                                    |
| 44                         | ПЛАН (2-й мультиплекс)         |                            |                            |                                                                    |
| 46                         | ПЛАН (1-й мультиплекс)         | 5                          | РТПС                       |                                                                    |

## Радиостанции
В Ишимбае существует местная радиостанция «Хит-Навигатор», которую предоставляет ООО «ИТРВ-АРИС». Она заменила кумертаускую радиостанцию «Радио АРИС».
В городе работают следующие радиостанции:
| Радиостанции Ишимбая | Радиостанции Ишимбая                      | Радиостанции Ишимбая |
| Частота, МГц         | Название                                  | Учредитель           |
| -------------------- | ----------------------------------------- | -------------------- |
| 68,24                | Радио России / ГТРК Башкортостан (Молчит) | ФГУП «ВГТРК»         |
| 95,2                 | Радио Рекорд                              |                      |
| 97,4                 | DFM                                       | ООО «Телевью»        |
| 98,1                 | Хит-Навигатор                             | ООО «ИТРВ-АРИС»      |
| 100,9                | Европа Плюс                               | ЗАО «РЭСТ»           |
| 101,4                | Авторадио                                 | Радио КАН            |
| 101,9                | Спутник FM                                | ГТРК «Башкортостан»  |
| 103,3                | М Радио (Молчит)                          | ООО «Электра»        |
| 103,8                | Юлдаш                                     | ГТРК «Башкортостан»  |
| 104,3                | Русское Радио                             | Радио КАН            |
| 104,8                | Ретро FM                                  | Радио КАН            |
| 105,8                | Дорожное радио                            | ООО «Любимый город»  |
| 106,2                | Радио Ваня                                |                      |
| 106,7                | Радио Маяк                                | ФГУП «ВГТРК»         |
| 107,7                | Радио ENERGY                              |                      |